# Alexis Ier (tsar de Russie)
Pour les articles homonymes, voir Alexis Ier et Alexis de Russie.
 (juillet 2009).
Si vous disposez d'ouvrages ou d'articles de référence ou si vous connaissez des sites web de qualité traitant du thème abordé ici, merci de compléter l'article en donnant les références utiles à sa vérifiabilité et en les liant à la section « Notes et références ».
Alexis Ier Mikhaïlovitch (en russe : Алексе́й Миха́йлович),  dit « le Tsar très paisible », né le 19 mars 1629 (29 mars dans le calendrier grégorien) et mort le 8 février 1676, fils de Michel Romanov (1596-1645) et d'Eudoxie Lukianovna Strechnieff (1608-1645), est tsar de Russie de 1645 à 1676.

## Politique intérieure
Alexis Ier, second tsar Romanov, est cependant le premier à avoir été élevé au Kremlin. Plus que son père, c'est son grand-père, le métropolite Philarète (Fédor Romanov), qui s'est occupé de son éducation. Il lui a choisi son précepteur, un boyard ambitieux du nom de Boris Morozov, avec qui il s'est rapidement lié d'amitié.
Lorsque Michel Ier de Russie meurt, en 1645, Alexis n'a que seize ans. Trop jeune pour gouverner, il met Morozov à la tête de son gouvernement. Le premier objectif de Morozov est de trouver une femme pour le tsar. Il lui fait épouser Maria Miloslavskaïa, la fille de son ministre des Finances, unanimement détesté par les Moscovites. Dix jours plus tard, il devient le beau-frère du tsar en épousant l'une des sœurs de Maria, Anna.
Le début du règne d'Alexis est caractérisé par une grave crise financière que Morozov tente de régler en doublant le prix du sel et en accroissant les taxes. Déjà accablée d'impôts, la population moscovite se révolte en 1648. Les émeutiers parviennent à entrer au Kremlin et pillent la maison de Morozov. Ils sont repoussés et l'émeute est réprimée, mais la surtaxe sur le sel est supprimée et Morozov doit s'éloigner du pouvoir.
La très lourde pression fiscale explique les nombreuses émeutes qui jalonnent le règne d'Alexis. Après la « révolte du Sel », il y a la « révolte du Cuivre » en 1663. En 1656, le gouvernement décide de frapper un rouble de cuivre calqué sur le cours du rouble-argent. Malheureusement, les roubles-cuivres, faciles à imiter, se multiplient, dépassant largement les émissions d'État. Plus que le gouvernement, ce sont les faux-monnayeurs qui font des affaires d'or. Le cours dégringole, les prix grimpent. On apprend bientôt qu'Ilya Miloslavski, ministre des Finances, a produit 120 000 roubles de fausse monnaie. Le 25 juillet 1663, la révolte éclate. Alexis, lors d'une sortie, est agressé par des émeutiers. La révolte est réprimée dans le sang, mais le rouble-cuivre doit finalement être supprimé en 1664.
En 1648, la même année que la révolte du Sel, Alexis demande une révision des lois, afin de mettre de l'ordre dans le système gouvernemental et ainsi peut-être apaiser la population. L'Oulojénié, le nouveau code de lois, entre en vigueur en 1649, remplaçant le Soudiebnik d'Ivan le Terrible. Il le resta jusqu'en 1833. Il défend les intérêts des artisans, des marchands et des grands propriétaires terriens mais non ceux des paysans asservis. Désormais, le serf est rattaché à la terre de son maître et ne peut plus le quitter.
C'est aussi en 1648 qu'Alexis, sous l'influence de l'Église russe, décrète l'interdiction de tous les instruments de musique. Ce serait là l'origine de la balalaïka, un instrument facile  à fabriquer.

## Politique extérieure
Au début du règne, Alexis Ier, conseillé par le zemski sobor, veut éviter toute tension avec les pays voisins, les finances de l'État ne le permettant pas. Pourtant les occasions de conflit ne manquent pas. La Suède est toujours en possession de la Livonie, bloquant ainsi l'accès de la Baltique. En Pologne, les cosaques zaporogues, en révolte ouverte contre le roi Jean II Casimir Vasa, accusent leur roi de brimer par tous les moyens la population orthodoxe. Le chef des cosaques, Bogdan Khmelnitski, demande l'aide de la Russie, qui reste sourde à ses appels.
En 1652, Bogdan Khmelnitski décide de s'y prendre d'une autre façon. Il se rend à Moscou, rencontre Alexis, et lui demande de rattacher l'Ukraine à la Russie, car le tsar se doit de défendre les fidèles orthodoxes. Alexis décide de convoquer un sobor, qui en vient à la conclusion que Jean Casimir persécute les orthodoxes et que Bogdan Khmelnitski et ses cosaques doivent être placés sous la protection du tsar.
La guerre est donc déclarée. Les Russes entrent en Pologne, s'emparent de Smolensk, Vilnius, Kovno, Grodno. De son côté, Khmelnitski, pour faire diversion, envahit la Podolie et la Volhynie. En janvier 1654, la rada (assemblée) des Zaporogues décide officiellement de reconnaître le tsar comme suzerain.
Désirant profiter de la situation, la Suède entre à son tour en guerre et pénètre en territoire polonais. Craignant une collusion entre la Pologne et la Suède, Alexis préfère signer une trêve avec la première en 1656. Selon les termes de la trêve de Vilnius, la Russie rend tous ses territoires conquis, à condition qu'Alexis succède à Jean Casimir comme roi de Pologne. L'Ukraine est reconnue territoire autonome, mais reste dans le giron polonais.
Une guerre larvée de trois ans contre la Suède suit la trêve de Vilnius. Elle est inutile car la paix de Kardis de 1659 confirme la perte de la Livonie. La guerre reprend alors contre la Pologne. Elle est moins brillante que la première, car les Polonais se défendent becs et ongles. En Ukraine, les cosaques ne sont plus unanimes à vouloir se placer sous le joug du tsar. L'Ukraine occidentale (à l'ouest du Dniepr) est pro-polonaise, l'Ukraine orientale se prononce ouvertement pour son rattachement à la Russie.
Le traité d'Androussovo met fin à la guerre en 1667 et se traduit par de nets gains pour Moscou, qui obtient Smolensk, la Sévérie, l'Ukraine orientale et Kiev (bien que cette ville soit située à l'ouest du Dniepr).

## Le Raskol
En 1652, Alexis nomme Nikita Nikon au patriarcat de Moscou. Ce prélat, qui a su gagner la confiance du souverain, entreprend bientôt la révision des livres sacrés afin d'éliminer les usages qui, au cours des derniers siècles, auraient éloigné l'Église russe de l'Église grecque. Le tsar lui donne d'ailleurs carte blanche. Une partie de la population s'oppose violemment à la réforme, y voyant une négation de la tradition et de la spécificité russes. Conduite par l'archiprêtre Avvakoum, elle forme le schisme (Raskol) des vieux-croyants qui se nomment eux-mêmes les raskolnikis. Ceux-ci tiennent à garder le vieux rituel russe et s'opposent de toutes les façons possibles à la réforme de Nikon. La répression s'installe. Des familles entières, refusant de renier leurs valeurs, sont envoyées au bûcher. Rien n'y fait. Le Raskol s'installe durablement et existe toujours de nos jours. En 1666, le concile démet Nikon pour avoir mis en doute les principes de l'autocratie, mais approuve cependant sa réforme.

## La fin du règne

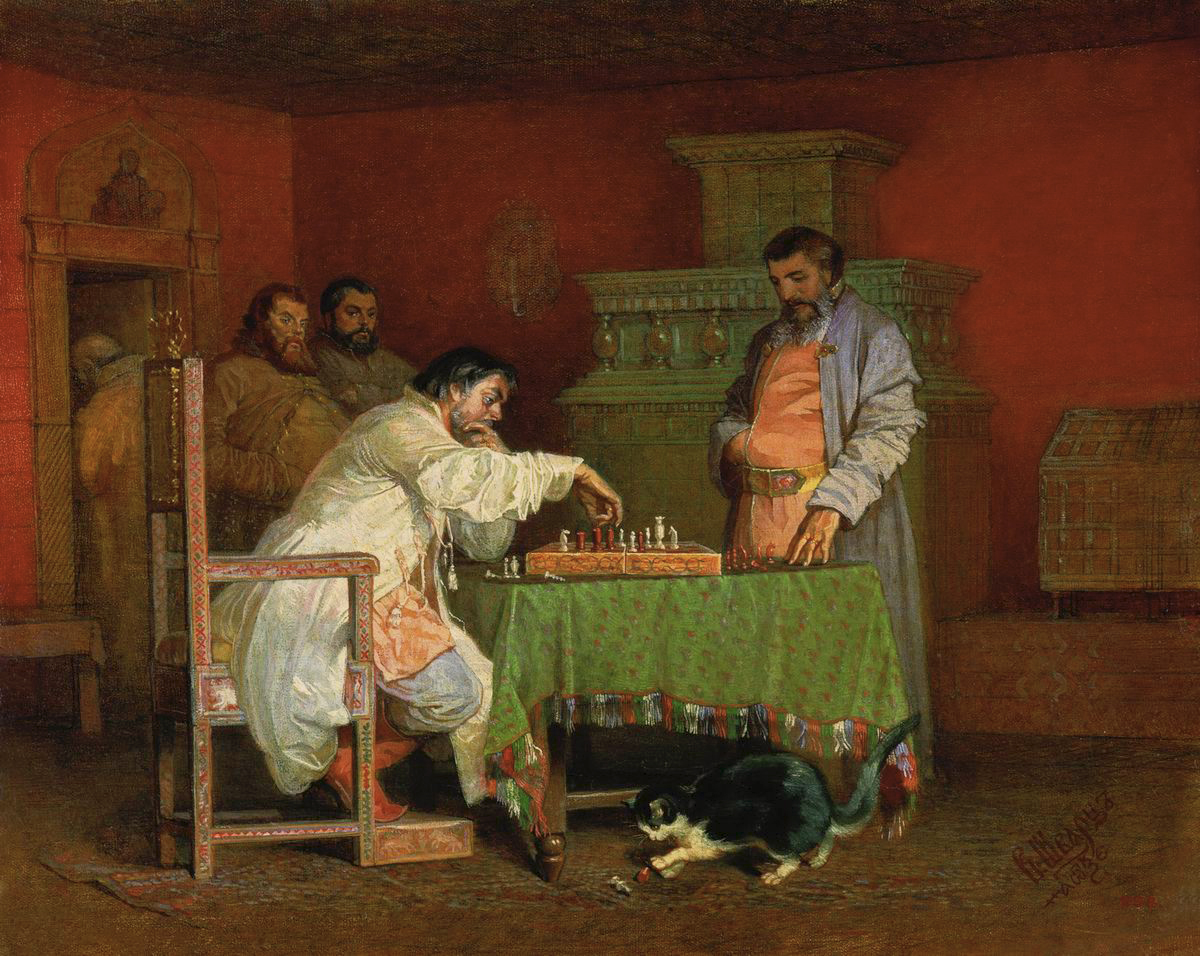
Scène de la vie quotidienne des tsars russes, par Viatcheslav Schwartz (1865).

En 1669, la tsarine Maria Miloslavskaïa meurt, laissant à son époux ses enfants, les futurs Fédor III et Ivan V, ainsi que celle qui va un jour devenir la régente Sophie. Un an plus tard, il se marie avec Natalia Narychkina, une fille de petite noblesse, qui fut la mère de Pierre le Grand. Elle fait entrer au Kremlin une atmosphère de jeunesse et de gaieté qu'il avait rarement connue. Alexis autorise même la tenue de pièces de théâtre dans son palais, chose qu'il avait interdite jusqu'à maintenant.
La famille Narychkine sort renforcée dans les luttes d'influence entre nobles, s'emparant des postes clés et reléguant les Miloslavski à l'arrière-plan. Le conflit entre les deux clans ternit les dernières années du règne.
La fin du règne est également assombrie par la révolte de Stenka Razine. S'insurgeant, en 1667, contre les trop lourdes charges fiscales, le chef cosaque parvient à transformer sa révolte en une véritable guerre paysanne. En 1670, il contrôle un territoire englobant Tsaritsyne, Astrakhan et Saratov. Battu en octobre par l'armée du tsar, commandée par Youri Bariatinski, il est capturé peu après, emmené à Moscou et écartelé.

## Bilan du règne
Le règne d'Alexis se caractérise par l'instauration d'un État de plus en plus policier. En politique extérieure, le territoire russe s'est agrandi de Smolensk et de l'Ukraine orientale. En Sibérie, la colonisation se poursuit et le Pacifique est atteint en 1645.

## Famille
Alexis Ier se maria deux fois et eut en tout seize enfants.
- En 1648, il épouse Maria Miloslavskaïa (1624-1669), qui lui donna treize enfants :

1. Dmitri Alexeïevitch (octobre 1648 - octobre 1649) ;
2. Eudoxia Alexeïevna (février 1650 - mars 1712) ;
3. Martha Alexeïevna (août 1652 - juin 1707) ;
4. Alexis Alexeïevitch (février 1654 - janvier 1670) ;
5. Anna Alexeïevna (janvier 1655 - mai 1659) ;
6. Sophie Alexeïevna (septembre 1657 - juillet 1704) ;
7. Catherine Alexeïevna (novembre 1658 - mai 1718) ;
8. Maria Alexeïevna (janvier 1660 - mai 1723) ;
9. Fédor III (mai 1661 - avril 1682) ;
10. Féodossia Alexeïevna (avril 1662 - décembre 1713) ;
11. Simeon Alexeïevitch (avril 1665 - juin 1669) ;
12. Ivan V (août 1666 - janvier 1696) ;
13. Evdokia Alexeïevna (février 1669 - février 1669).

- En 1671, il épouse Natalia Narychkina (1651-1694), qui lui donna trois enfants :

1. Pierre Ier de Russie (juin 1672 - février 1725) ;
2. Nathalie Alexeïevna (août 1673 - juin 1716) ;
3. Féodora Alexeïevna (septembre 1674 - novembre 1678).

## Postérité musicale
- L'action de l'opéra La Khovanchtchina (1872-1880) de Modeste Moussorgski, achevé par Dmitri Chostakovitch, se déroule en 1682 lors de la révolte des streltsy et met en scène des vieux-croyants.